# Lotte Blattl
Lotte Blattl-Hörburger (* 11. August 1933 in Innsbruck) ist eine ehemalige österreichische Skirennläuferin. Sie erreichte in den 1950er-Jahren mehrere Siege und zahlreiche Podestplätze bei internationalen Rennen, wurde 1957 österreichische Meisterin im Slalom und in der Kombination und nahm an zwei Weltmeisterschaften teil.

## Biografie
Blattl kam im Alter von 14 Jahren zum Skiclub ihres Heimatortes Saalfelden. Nach einigen Erfolgen bei Nachwuchswettbewerben gelangen ihr im Winter 1952/53 die ersten Spitzenplätze bei internationalen Rennen, darunter ein dritter Platz im Slalom der Hahnenkammrennen in Kitzbühel, worauf sie im selben Jahr in den A-Kader des Österreichischen Skiverbandes aufgenommen wurde. In der Saison 1953/54 erreichte sie einen zweiten Platz im Slalom von Vall de Núria und zwei dritte Plätze im Riesenslalom von Kitzbühel sowie in der Abfahrt der Arlberg-Kandahar-Rennen in Garmisch-Partenkirchen. Im Riesenslalom kam sie auch bei den Weltmeisterschaften 1954 in Åre zum Einsatz, wo sie jedoch nach einem Sturz einen Torfehler beging und disqualifiziert wurde.
Der Durchbruch an die absolute Weltspitze gelang Blattl in der Saison 1954/55. Nach Siegen im Riesenslalom der SDS-Rennen in Grindelwald und in der Abfahrt, dem Riesenslalom und der Kombination von Popka Savka sowie zahlreichen Podestplätzen, unter anderem im Slalom von Saint-Gervais-les-Bains, jeweils in Slalom und Kombination von Chamonix und Grindelwald und in der Kombination von Kitzbühel, wurde sie als beste Rennläuferin des Winters mit dem Ski d’Or (Goldener Ski) ausgezeichnet. Zu Beginn des nächsten Winters erlitt sie jedoch am 4. Januar 1956 beim Training in Grindelwald einen Bruch des rechten Knöchels und musste deshalb die restliche Saison pausieren, weshalb sie auch die Olympischen Spiele 1956 in Cortina d’Ampezzo versäumte.
Im Winter 1956/57 fand Blattl wieder an die Spitze zurück und feierte Siege im Nachtslalom von Bad Wiessee am 30. Januar 1957 und im Slalom sowie in der Kombination der Arlberg-Kandahar-Rennen in Chamonix am 9. März 1957. Weitere Podestplätze in Slalom (Rang 2) und Kombination (Rang 3) von Kitzbühel, wo sie zum Auftakt auch Vierte in der Abfahrt geworden war, Rang 2 am 31. Januar im Slalom von Garmisch-Partenkirchen bei der »11. Garmischer Wintersportwoche« und in der Gornergrat-Abfahrt in Zermatt machten sie erneut zu einer der besten Skirennläuferinnen der Saison. Zudem gewann sie bei den Österreichischen Meisterschaften 1957 in Schruns den Slalom und die Kombination und hatte im Auftaktsrennen, den Riesenslalom, Rang 2 belegt.
In der Saison 1957/58 kam Blattl nicht mehr an die Ergebnisse der Vorjahre heran. Ihre besten Resultate waren der fünfte Platz in der Abfahrt und Rang sieben in der Kombination von Grindelwald. Dennoch war sie bei den Weltmeisterschaften 1958 in Bad Gastein mit dabei, wo sie zunächst Platz 33 im Slalom und drei Tage später Rang 15 in der Abfahrt belegte; im Riesenslalom am 8. Februar war sie mit Start-Nr. 10 ausgelost, musste aber wegen Erkrankung verzichten (für sie wurde Kathi Hörl nominiert). Nach dem Winter beendete Blattl ihre Karriere.

## Erfolge

### Weltmeisterschaften
- Bad Gastein 1958: 15. Abfahrt, 33. Slalom[Anmerkung 1]

### FIS-Rennen
- Sieben Siege:
  - Riesenslalom in Grindelwald 1955
  - Riesenslalom, Abfahrt und Kombination in Popka Savka 1955
  - Slalom in Bad Wiessee 1957
  - Slalom und Kombination in Chamonix 1957 (Arlberg-Kandahar-Rennen)
- Zehn zweite und sieben dritte Plätze

### Österreichische Meisterschaften
- Österreichische Meisterin im Slalom und in der Kombination 1957